# Nasuhlar, Kandıra
Nasuhlar là một xã thuộc huyện Kandıra, tỉnh Kocaeli, Thổ Nhĩ Kỳ. Dân số thời điểm năm 2010 là 75 người.